# Bluegrass Album Band
Cet article possède un paronyme, voir Bluegrass (homonymie).
Bluegrass Album Band est le nom d'un supergroupe de musique bluegrass fondé par Tony Rice et J.D. Crowe en 1980. 

## Historique

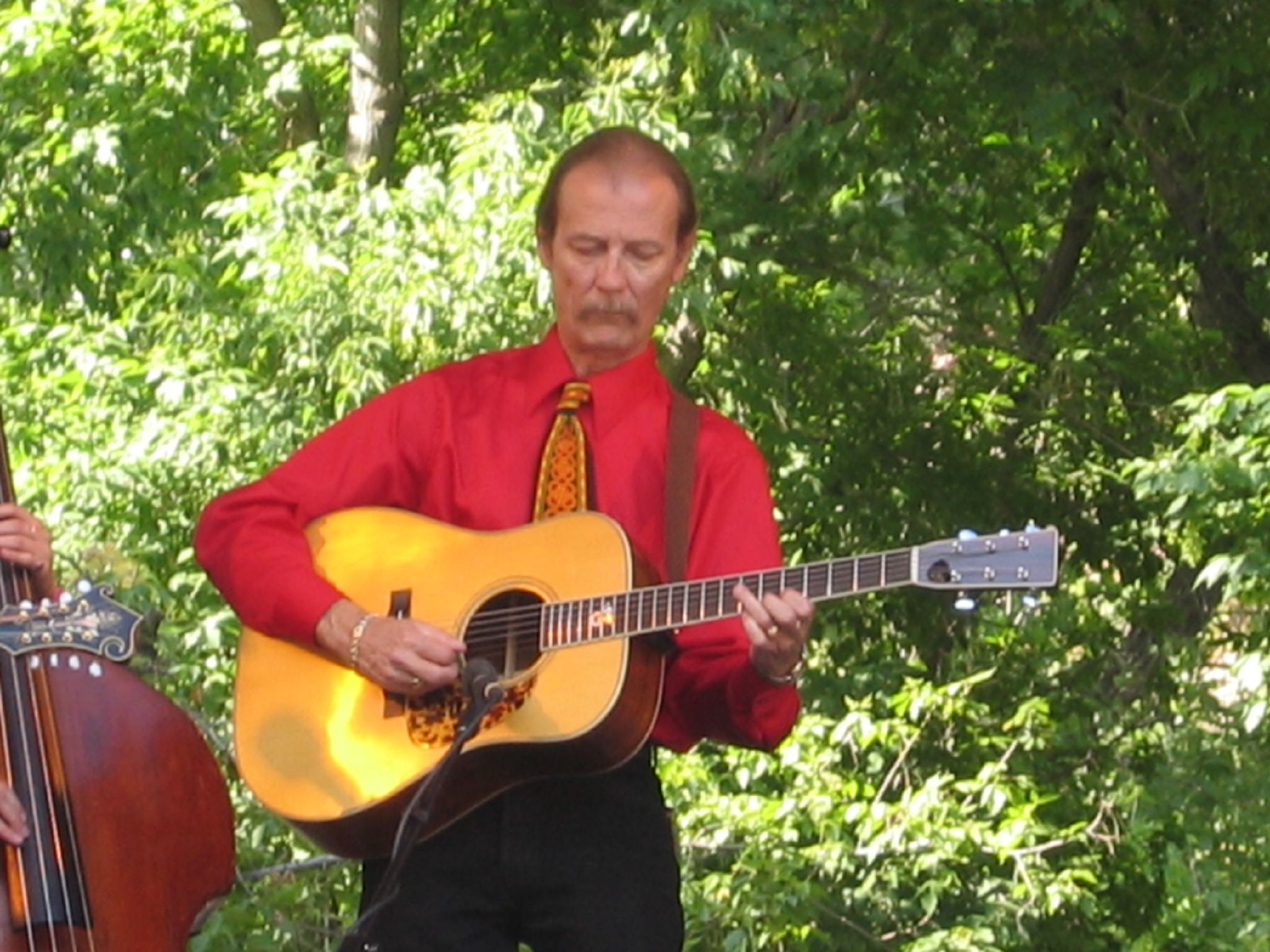
Tony Rice en concert en 2005

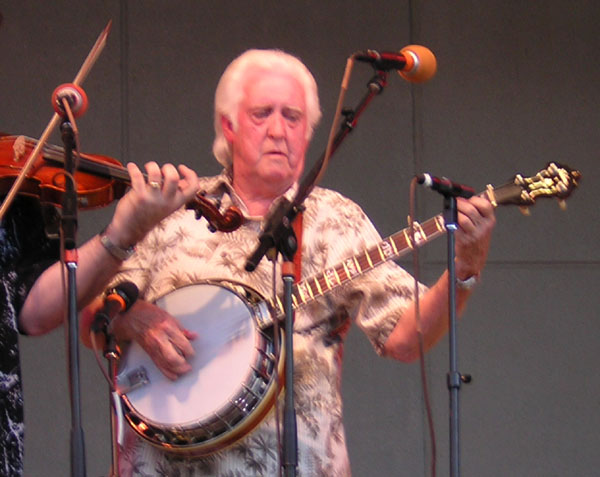
J.D. Crowe en concert à Pittsburgh en 2008.

Le projet initial était d'enregistrer un album solo pour Tony Rice, et non pas de créer un groupe permanent. Toutefois, la qualité du fonctionnement du groupe mena à la sortie du disque The Bluegrass Album en 1981, et 5 autres albums suivront.
La première formation du groupe comprend J.D. Crowe (banjo), Doyle Lawson (mandoline), Tony Rice (guitare), Bobby Hicks (violon) et Todd Phillips (contrebasse). Il s'agit de musiciens plutôt proches du courant « newgrass », ou « bluegrass progressif » ; néanmoins, l'intention affichée à la création du groupe est de revenir aux racines les plus traditionnelles du bluegrass.
Différents artistes viennent au fil des albums rejoindre le groupe, mais Crowe, Lawson et Rice restent toujours présents.

## Discographie
- 1981 : The Bluegrass Album (Rounder Records)
- 1982 : The Bluegrass Album, vol. 2
- 1983 : The Bluegrass Album, vol. 3 : California Connection
- 1984 : The Bluegrass Album, vol. 4
- 1989 : The Bluegrass Album, vol. 5 : Sweet Sunny South
- 1996 : The Bluegrass Album, vol. 6 : Bluegrass Instrumentals